# Topsy (Elefant)

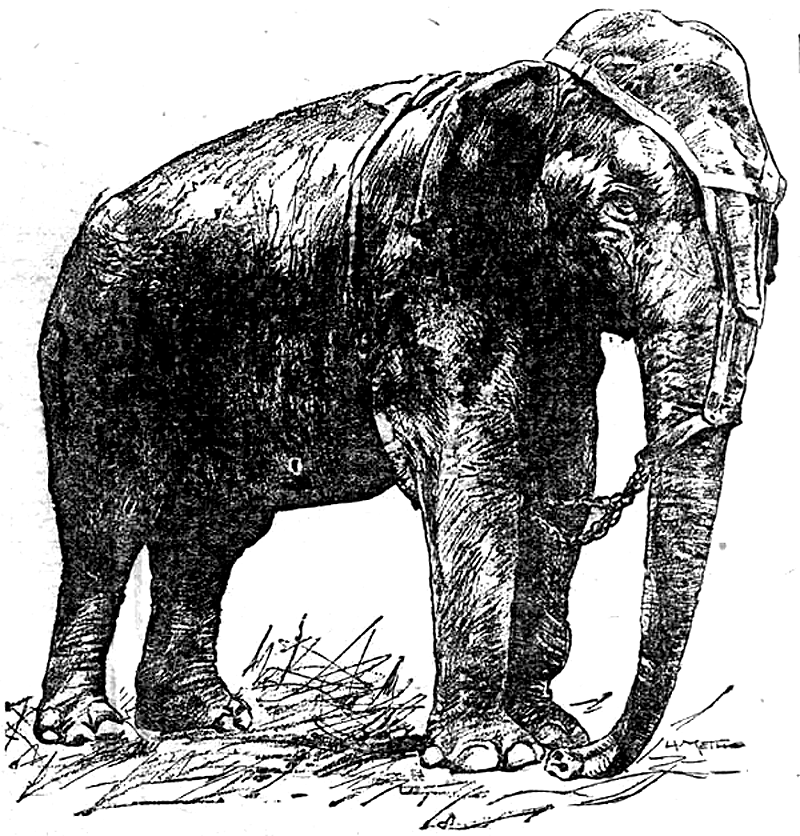
Topsy, Darstellung von 1902

Topsy (* um 1867, † 4. Januar 1903) war ein Asiatischer Elefant, der aus freier Wildbahn in Südostasien gefangen und als Zirkuselefant in die Vereinigten Staaten gebracht wurde. Topsy wurde durch electrocution hingerichtet, das Verfahren des elektrischen Stuhls.

## Leben
Topsy war ein zum Forepaugh Circus gehörender weiblicher Elefant und verbrachte seine letzten Jahre im Luna Park von Coney Island. Ihre Herkunft ist unbekannt, sie soll im Alter von 8 Jahren in die USA gekommen sein. 1903 soll sie 36 Jahre alt gewesen sein (nach anderen Berichten 28), habe 6 t gewogen und sei gut 3 m hoch und fast 6 m lang gewesen. Topsy war zuvor mit dem Forepaugh Circus einige Jahre durch die USA gereist. In den Jahren 1900 und 1901 hatte sie drei Männer getötet, darunter auch einen ihrer Wärter, der, wie es heißt, versucht habe, sie mit einer brennenden Zigarette zu füttern. Zuletzt im Luna Park wurde sie auch als Arbeitselefant eingesetzt. Nur ihr letzter Pfleger Frederick Ault konnte mit ihr umgehen; er galt allerdings als unzuverlässig und hatte im Dezember 1902 alkoholisiert den Elefanten aus dem Park in die Stadt geführt. Am 6. Dezember 1902 berichtete die New York Times über diesen Vorfall mit dem Elefanten.

## Tod
Die Besitzer des Freizeitparks, Frederick Thompson und Elmer Dundy, hielten Topsy wegen ihrer Vorgeschichte in Kombination mit dem unzuverlässigen Pfleger für eine Gefahr und beschlossen die Tötung des Tiers. Sie planten zunächst, Topsy durch Hängen zu exekutieren, allerdings erhob der amerikanische Tierschutzverein dagegen Einspruch. Sie vereinbarten dann mit einem im Zeitungsbericht der New York Times „Edison Company“ genannten Unternehmen, gemeint ist wahrscheinlich die in New York tätige The New York Edison Company, die Durchführung einer Electrocution. Das Unternehmen, ein Vorläufer von General Electric, war der Elektroenergieversorger von New York, befand sich 1903 aber nicht mehr im Besitz von Thomas Alva Edison. Im historischen Bericht der New York Times wird die Stromlieferung für die Electrocution aus einem New Yorker Kraftwerk erwähnt.
Am 4. Januar 1903 wurde die Exekution durchgeführt. Dazu wurde Topsy mit Mohrrüben gefüttert, denen 30 Gramm (460 grain) Zyankali beigegeben waren. Anschließend wurde sie durch Anlegen einer Spannung von 6600 Volt getötet; sie starb innerhalb einer Minute. Topsy stand mit dem rechten Vorderfuß und dem linken Hinterfuß auf speziell angefertigten Elektroden.
Dem Ereignis wohnten geschätzte 1500 Menschen bei. Die Zeitungen, darunter The New York Times, berichteten über das Ereignis. Die Edison Manufacturing Company filmte das Geschehen in einem erhaltenen Film für ihr Kinetoskopgeschäft.
Die Überreste des Elefanten wurden angeblich von den Eignern bereits vor der Tötung an einen Mann mit Namen Hubert H. Vogelsang verkauft, der unter anderem angab, aus den Füßen Schirmständer fertigen zu wollen. Zuschauer und Reporter beobachteten die Zerlegung des Elefanten. Über den Verbleib der Überreste von Topsy ist nichts bekannt.

## Nachwirken
Ähnlich wie die Zirkuselefanten Jumbo, der 1885 mit einer Lokomotive kollidierte, oder Mary, die 1916 gehängt wurde, ist Topsy unterdessen im World Wide Web präsent. Am 20. Juli 2003 wurde beim Coney Island Museum ein Denkmal für sie errichtet, das die New York Times zum Anlass nahm, an die Ereignisse von 1903 zu erinnern. Topsy und ihre Tötung waren Thema der Serie Bob’s Burgers, Folge „Topsy“ (Staffel 3, Folge 16).